# أنتارا مالي
أنتارا مالي (بالإنجليزية: Antara Mali)‏ هي ممثلة هندية ولدت في الأول من يوليو عام 1979 بمومباي، هي ابنة المصور جادغيش مالي، دخلت عالم التمثيل سنة 98 وحازت على إثراء جيد من النقاد السينمائيين، ومثلت أدوار مهمة من كافة اللغات الهندية، ومن أهم أدوارها فيلم Naach للمخرج والمنتج رام غوبال فارما، كما خاظت تجربة التأليف والإخراج والبطولة في فيلم.Mr Ya Miss

## أفلامها
| السنة | الفيلم                               | الدور                 | اللغة        | ملاحظة                                                  |
| ----- | ------------------------------------ | --------------------- | ------------ | ------------------------------------------------------- |
| 1998  | Dhoondte Reh Jaaoge!                 | Renu                  | Hindi        |                                                         |
| 1999  | Prema Kadha                          | Divya                 | لغة تيلوغوية |                                                         |
| 1999  | Mast                                 | Nisha                 | Hindi        |                                                         |
| 2000  | Ayyappantamma Neyyappam Chuttu       | Latha                 | Malayalam    |                                                         |
| 2000  | خيلادي 420                           | Monica D'souza        | Hindi        |                                                         |
| 2001  | Urf Professor                        | Bindiya / Maya Kapoor | Hindi        |                                                         |
| 2002  | Company                              | Kannu                 | Hindi        | رشحت لجائزة الفيلمفير لأفضل ممثلة                       |
| 2002  | Road                                 | Lakshmi               | Hindi        |                                                         |
| 2003  | Darna Mana Hai                       | Anjali                | Hindi        |                                                         |
| 2003  | Main Madhuri Dixit Banna Chahti Hoon | Chutki                | Hindi        | رشحت لجائزة أفضل ممثلة في حفل توزيع جوائر زي سيني أوورد |
| 2004  | غاياب (فيلم هندي)                    | Mohini                | Hindi        |                                                         |
| 2004  | ناش                                  | Rewa                  | Hindi        |                                                         |
| 2005  | Mr Ya Miss                           | Sanjana               | Hindi        |                                                         |
| 2010  | And Once Again                       | Buddhist Monk         | Hindi        |                                                         |